# ROH Global Wars
Global Wars é um evento de luta livre profissional realizado pela promoção americana Ring of Honor (ROH) desde 2012. Todas as cinco edições aconteceram em maio e no Ted Reeve Arena em Toronto, Ontário, Canadá. Originalmente chamado de Border Wars, o evento foi renomeado para Global Wars em 2014 após a ROH anunciar uma parceria com a promoção japonesa New Japan Pro Wrestling (NJPW). Sob o novo nome, o show passou a ser co-produzido pelas duas empresas.

## Eventos
| #                                           | Evento                  | Data               | Cidade                   | Lugar           | Público | Evento principal | Ref(s)            |
| ------------------------------------------- | ----------------------- | ------------------ | ------------------------ | --------------- | ------- | --- | ----------------- |
| 1                                           | Border Wars (2012)      | 12 de maio de 2012 | Toronto, Ontário, Canadá | Ted Reeve Arena | N/A     | Davey Richards (c) vs. Kevin Steen pelo ROH World Championship | [ 3 ] [ 4 ]       |
| 2                                           | Border Wars (2013)      | 4 de maio de 2013  | Toronto, Ontário, Canadá | Ted Reeve Arena | N/A     | Jay Briscoe (c) vs. Adam Cole pelo ROH World Championship | [ 5 ] [ 6 ]       |
| 3                                           | Global Wars (2014)      | 10 de maio de 2014 | Toronto, Ontário, Canadá | Ted Reeve Arena | 1.500   | Adam Cole (c) vs. Kevin Steen pelo ROH World Championship | [ 7 ] [ 8 ] [ 9 ] |
| 4                                           | Global Wars '15 Night 1 | 15 de maio de 2015 | Toronto, Ontário, Canadá | Ted Reeve Arena | 1.500   | Bullet Club (A.J. Styles, Doc Gallows, Karl Anderson, Matt Jackson e Nick Jackson) vs. ROH All Stars (Hanson, Jay Briscoe, Mark Briscoe, Ray Rowe e Roderick Strong) | [ 10 ] [ 11 ]     |
| 5                                           | Global Wars '15 Night 2 | 16 de maio de 2015 | Toronto, Ontário, Canadá | Ted Reeve Arena | 1.500   | Bullet Club (A.J. Styles, Matt Jackson e Nick Jackson) vs. Chaos (Baretta, Kazuchika Okada e Rocky Romero)                                                           | [ 12 ] [ 13 ]     |
| (c) – Refere-se aos campeões antes da luta. |                         |                    |                          |                 |         | |                   |